# Nassau-Weilburg
Nassau-Weilburg war die gängige Bezeichnung einer Linie des Hauses Nassau und eines von ihr beherrschten reichsunmittelbaren Territoriums im Heiligen Römischen Reich. Das Gebiet Nassau-Weilburg war erst eine Reichsgrafschaft, die 1366 zur gefürsteten Grafschaft erhoben wurde. 1688/1737 erhielten die gefürsteten Grafen auch den Titel und Rang eines Reichsfürsten. Im Jahr 1806 wurden sie Herzöge. Aus dem Haus gingen ab 1890 die Großherzöge von Luxemburg hervor.

## Frühe Zeit
Weilburg war schon in der Zeit der Merowinger Königsgut. Die zu den Konradinern zählenden Grafen des Lahngaus errichteten dort 906 eine Burg. Im Jahr 912 wurde das Kollegiatstift Sankt Walpurgis gegründet. Als Reichslehen fiel Weilburg ab 939 an die Bischöfe von Worms. Vögte des Hochstifts Worms waren seit 1124 die Grafen von Nassau. Im Jahr 1255 wurde das Gebiet um Weilburg von Worms an die Grafen von Nassau verpfändet. König Adolf von Nassau erwarb Weilburg im Jahr 1292 ganz für das Haus Nassau.

## Aufschwung im Spätmittelalter
Problematisch für eine erfolgreiche Territorialpolitik war die geringe Größe, fehlende Geschlossenheit des Gebiets der walramischen Linie des Hauses Nassau (benannt nach Walram II.), zu der auch Weilburg gehörte. Dies änderte sich unter Gerlach I., einem Sohn von Adolf von Nassau, dem es 1326 gelang, das Weilburger Gebiet durch den Erwerb der Pfandschaft an der Herrschaft Neuweilnau zu vergrößern. Außerdem wurde 1328 durch die Heirat seines Sohnes Johann die Anwartschaft auf das Erbe der Herren von Merenberg und Gleiberg erworben. Hinzu kamen die Hälfte des Gerichts Hüttenberg und die Reichsvogtei über Wetzlar. Nach dem Tod Gerlachs wurden die walramischen Länder unter seinen Söhnen geteilt. Eine Linie unter Adolf I. bildete die bis 1605 bestehende ältere Linie Wiesbaden-Idstein.
Die zweite war die im Jahr 1355 unter Johann I. begründete Linie Nassau-Weilburg. In der Folge betrieb Nassau-Weilburg eine erfolgreiche Territorialpolitik. Hinzu kamen unter Philipp I. 1381 die Grafschaft Saarbrücken, 1391 die Herrschaften Kirchheim und Stauf. Die Grafen kauften 1405 endgültig Neuweilnau, hinzu kamen Bingenheim, Reichelsheim, Altershausen, Teile von Homburg, Löhnberg, Sonnenberg, Cleeberg und Mensfelden.
Das Territorium der Linie Nassau-Weilburg umfasste die Grafschaft Nassau-Weilburg. Dazu gehörten die Ämter Weilburg, Weilmünster, Löhnberg, Merenberg, Kleeberg, Atzbach, Miehlen und Reichelsheim. Hinzu kam das Amt Kirchheim zusammengesetzt aus den Herrschaften Kirchheim und Stauf. Auch die Grafschaft Saarwerden und die Herrschaft Alsenz gehörten zu Nassau-Weilburg.

## Frühe Neuzeit

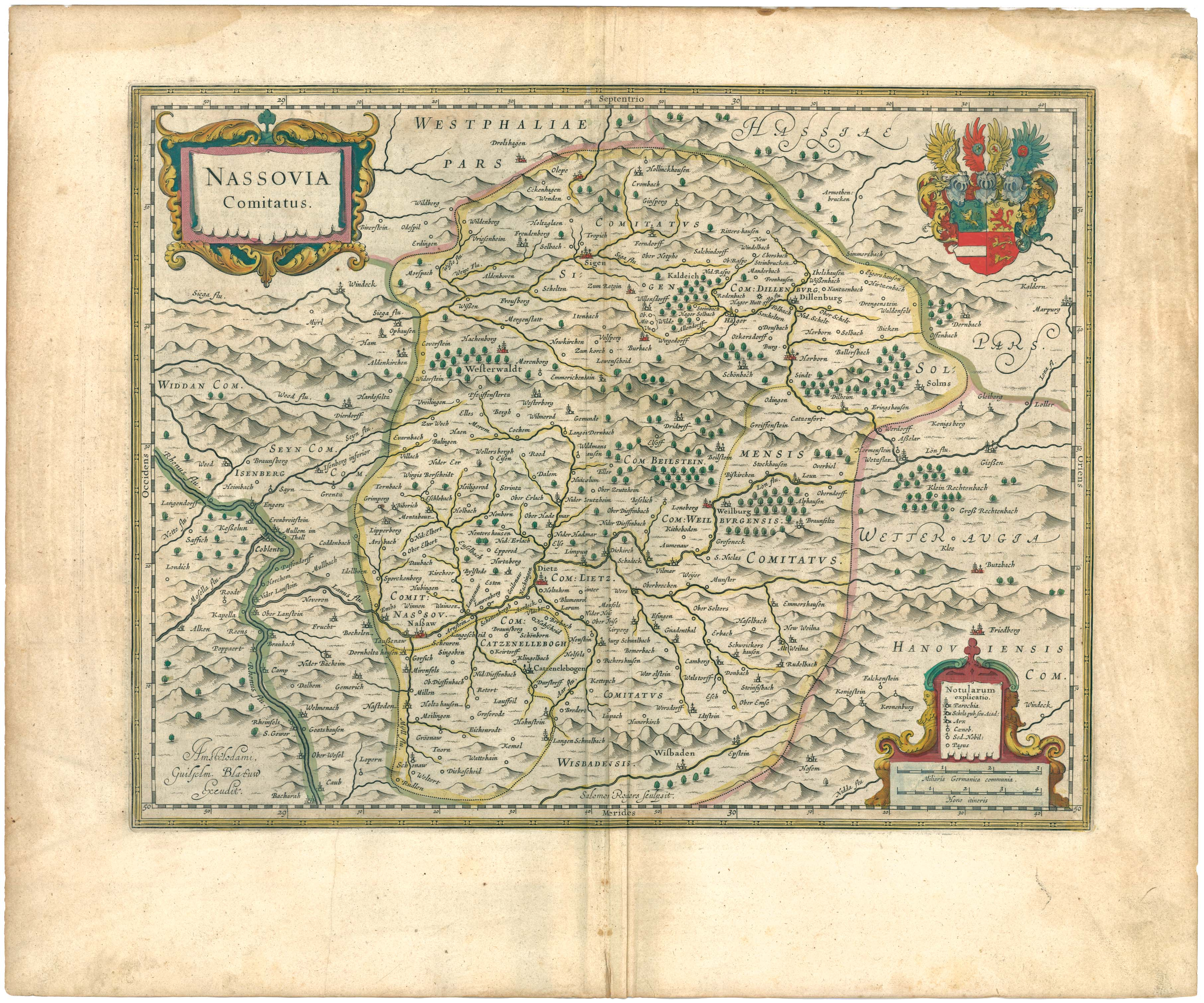
Nassovia Comitatus im Jahr 1645

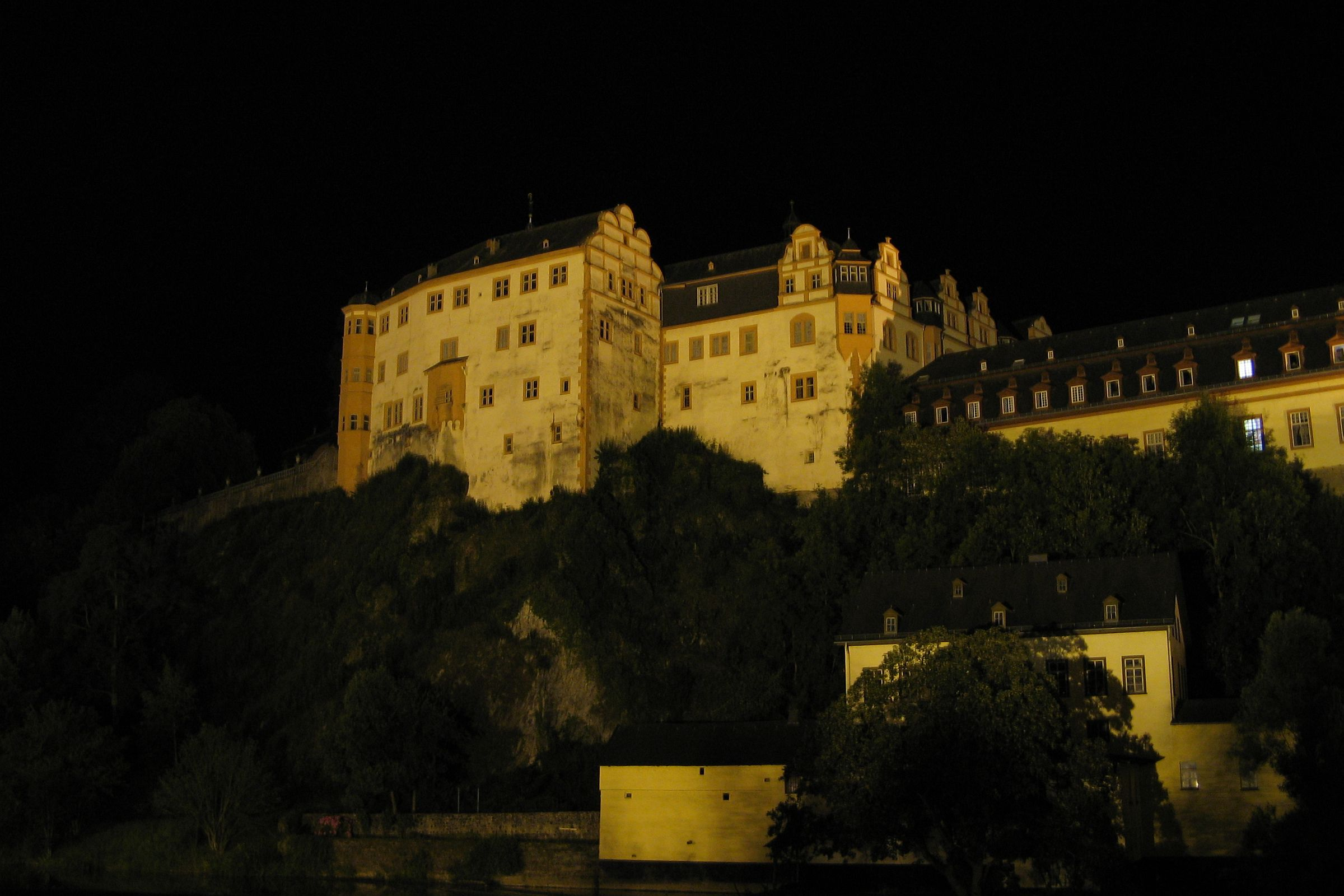
Schloss Weilburg

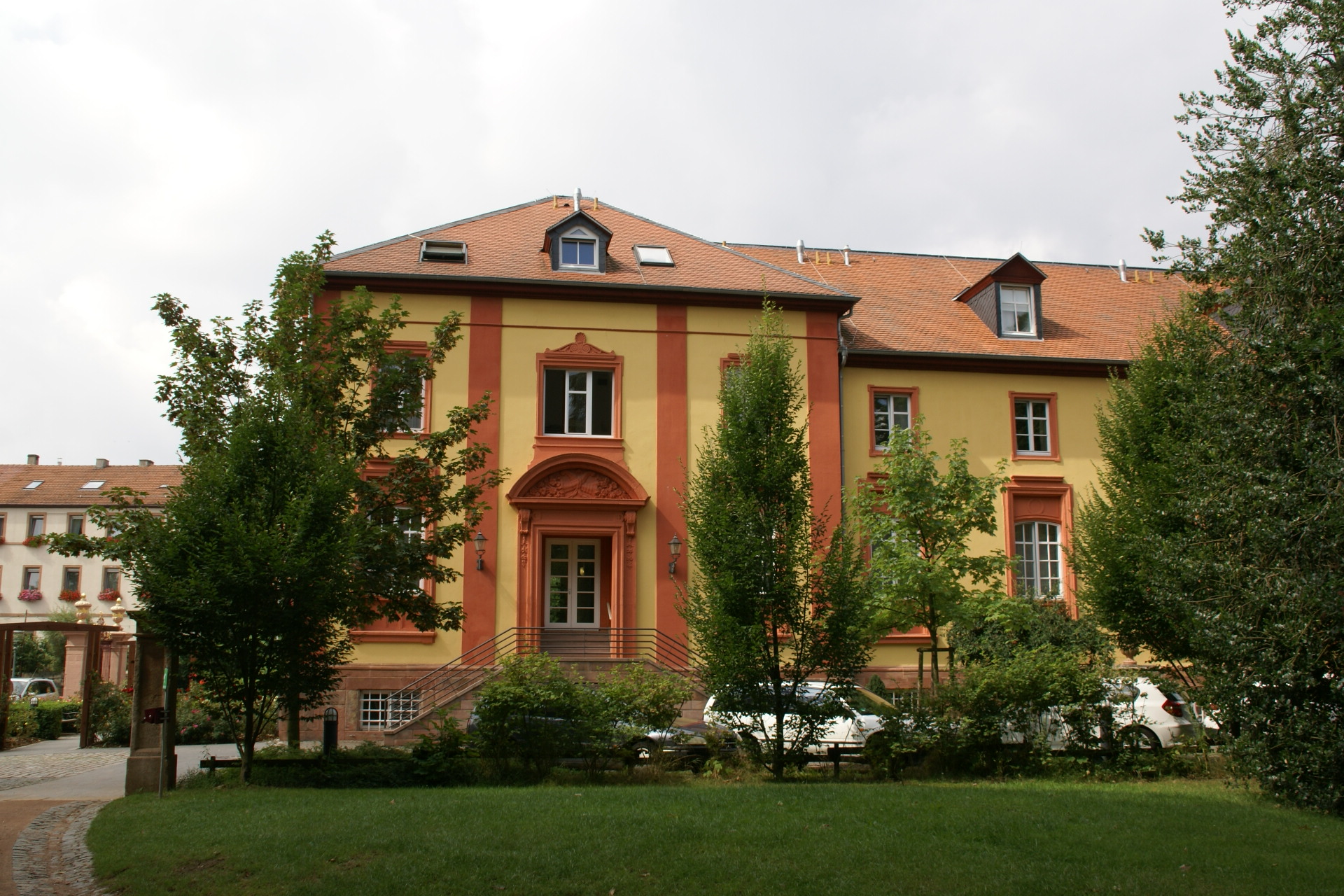
Schloss Kirchheimbolanden

Dieses Gebiet wurde 1428/1442 geteilt in eine neue Linie Nassau-Weilburg und in die Linie Nassau-Saarbrücken. Letztere hatte ihren Schwerpunkt im linksrheinischen Gebiet. Die Aufspaltung bedeutete eine Schwächung von Nassau-Weilburg, das in der Folge kaum noch in der Lage war eine expansive Territorialpolitik zu betreiben. Während der frühen Neuzeit gehörte Nassau-Weilburg dem oberrheinischen Reichskreis an. Die Grafen gehörten den Wetterauischen Reichsgrafenkollegium an.
Seit 1526 wurde die Reformation eingeführt. Während Teile des Hauses Nassau später calvinistisch wurden, war Nassau-Weilburg lutherisch.
Das Haus Nassau-Weilburg teilte sich 1561 nochmals in Nassau-Weilburg und Nassau-Weilnau. Die Grafen von Nassau-Weilnau erbten 1574 Nassau-Saarbrücken. Im Jahr 1602 kamen die Besitzungen von Nassau-Weilnau an Nassau-Weilburg zurück. Kurze Zeit später kam auch Nassau-Idstein an Nassau-Weilburg. Damit waren unter Ludwig II. alle walramischen Besitztümer wieder in einer Hand vereint. Bereits unter Philipp III. wurde die Burg Weilburg zu einem Schloss im Stil der Renaissance erweitert.
Während des Dreißigjährigen Krieges waren die Nassauer als Anhänger des schwedischen Königs Gustav Adolf und des Heilbronner Bundes hervorgetreten. Als sich die Grafen im Jahr 1635 weigerten, den Prager Frieden zu unterzeichnen, entzog ihnen Kaiser Ferdinand II. ihre Länder. Der nassauische Besitz wurde erst mit dem Westfälischen Frieden von 1648 wiederhergestellt.
Die Grafschaft Nassau-Weilburg wurde 1629/1651 erneut geteilt. Es entstanden Nassau-Idstein (bestehend bis 1721), Nassau-Weilburg (bestehend bis 1806) und Nassau-Saarbrücken, das später weiter geteilt wurde. Die Teilung führte zu einer erheblichen territorialen Zersplitterung, so dass keine der Grafschaften mehr zu einer eigenständigen politischen Rolle fähig war. Immerhin gelang es Nassau-Usingen, Nassau-Idstein und Nassau-Weilburg 1688, vom Kaiser die Reichsfürstenwürde bestätigt zu bekommen. Allerdings war damit keine Virilstimme im Reichsfürstenrat verbunden, so dass Nassau-Weilburg, im Hinblick darauf, bereits seit dem 14. Jahrhundert den Titel „gefürsteter Graf“ innezuhaben, seinen Anteil für die Kanzleigebühr des Kaisers verweigerte, und bis einige Jahre nach Erlöschen Nassau-Idsteins zunächst auf die explizite Führung des Fürstentitels verzichtete. Graf Johann Ernst ließ Schloss Weilburg im Stil des Barock repräsentativ ausbauen.
Im 18. Jahrhundert kam es zum Austausch von Gebietsteilen mit verschiedenen anderen Herrschaften, was die geografische Zersplitterung von Nassau-Weilburg etwas milderte. 1783 trat Fürst Karl Christian für Nassau-Weilburg dem Nassauischen Erbverein bei. Durch Heirat kam 1799 ein Großteil der Grafschaft Sayn-Hachenburg an Nassau-Weilburg.

## 19. Jahrhundert

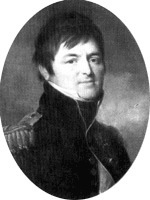
Friedrich Wilhelm von Nassau-Weilburg

Die linksrheinischen Besitzungen gingen im Ersten Koalitionskrieg an Frankreich verloren, nachdem im Oktober 1794 von französischen Revolutionstruppen das Linke Rheinufers besetzt wurde; die völkerrechtliche Abtretung erfolgte 1801 im Frieden von Lunéville. Im Zuge des Reichsdeputationshauptschlusses wurde der Fürst von Nassau-Weilburg für seine verlorenen linksrheinischen Besitzungen mit den rechtsrheinischen Resten des Erzstifts Trier entschädigt. Im Jahr 1806 wurde Nassau-Weilburg Mitglied des Rheinbundes und schloss sich mit Nassau-Usingen zum Herzogtum Nassau zusammen. Hinzu kamen weitere Gebiete. Ab 1816 regierten die Herzöge von Nassau-Weilburg das Herzogtum Nassau alleine. Infolge des Preußisch-Österreichischen Krieges von 1866 wurde das unterlegene Herzogtum Nassau vom Königreich Preußen annektiert und die Herzöge mit 8,5 Millionen Talern und den Schlössern Weilburg und Biebrich abgefunden.
Herzog Adolf von Nassau wurde 1890 Großherzog von Luxemburg. Die eigentliche Linie Nassau-Weilburg ist 1912 mit dem Tod Wilhelm IV. erloschen und ging mit seiner Tochter Großherzogin Charlotte im Haus Luxemburg-Nassau auf. Trotz der Heirat mit Felix von Bourbon-Parma hatte gemäß dem luxemburgischen Staats- und Namensrecht der Geschlechtername der Monarchin Vorrang vor dem Namen des Prinzgemahls. Daher ist der offizielle Name der vom Haus Nassau-Weilburg abstammenden Luxemburger Herrscherdynastie Luxemburg-Nassau und der Zivilstandsname der Großherzoglichen Familie Nassau.

## Regenten

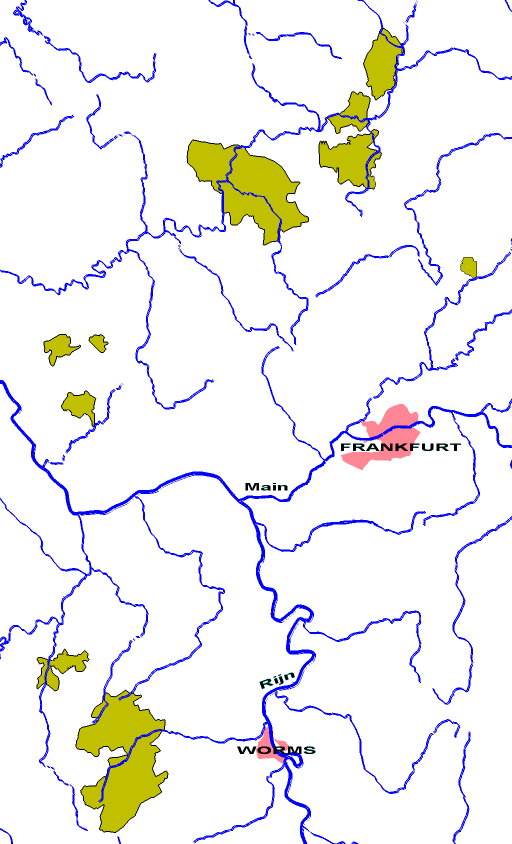
Territorien von Nassau-Weilburg (1789)

| Regierungszeit  | Name              | Geburtsdatum       | Sterbedatum        | Anmerkungen                 |
| --------------- | ----------------- | ------------------ | ------------------ | --------------------------- |
| 1344/55–1371    | Johann I.         | 1309               | 20. September 1371 | Sohn von Gerlach von Nassau |
| 1371–1429       | Philipp I.        | 1368               | 2. Juli 1429       |                             |
| 1429–1492       | Philipp II.       | 12. März 1418      | 10. März 1492      |                             |
| 1429–1442       | Johann II.        | 4. April 1423      | 25. Juli 1472      | Bruder von Philipp II.      |
| 1492–1523       | Ludwig I.         | 1466               | 28. Mai 1523       | Enkel von Philipp II.       |
| 1523–1559       | Philipp III.      | 20. September 1504 | 4. Oktober 1559    |                             |
| 1559–1593       | Albrecht          | 26. Dezember 1537  | 11. November 1593  |                             |
| 1559–1602       | Philipp IV.       | 14. Oktober 1542   | 12. März 1602      | Bruder von Albrecht         |
| 1593–1625       | Ludwig II.        | 9. August 1565     | 8. November 1627   | Sohn von Albrecht           |
| 1625/29/51–1655 | Ernst Casimir     | 15. November 1607  | 26. April 1655     |                             |
| 1655–1675       | Friedrich         | 26. April 1640     | 19. September 1675 |                             |
| 1675–1719       | Johann Ernst      | 13. Juni 1664      | 27. Februar 1719   |                             |
| 1675–1684       | Friedrich Ludwig  | 21. August 1665    | 14. August 1684    | Bruder von Johann Ernst     |
| 1719–1753       | Karl August       | 17. September 1685 | 9. November 1753   |                             |
| 1753–1788       | Karl Christian    | 16. Januar 1735    | 28. November 1788  |                             |
| 1788–1806/16    | Friedrich Wilhelm | 25. Oktober 1768   | 9. Januar 1816     |                             |